# Fléchy
 Fléchy  es una población y comuna francesa, en la región de Picardía, departamento de Oise, en el distrito de Clermont y cantón de Breteuil (Oise).

## Demografía
| 110 | 103 | 102 | 95 | 86 | 85 |
| Para los censos de 1962 a 1999 la población legal corresponde a la población sin duplicidades (Fuente: INSEE [Consultar]) |     |     |    |    |    |